# Памятник Александру II (Екатеринбург)
Памятник Александру II — памятник русскому императору Александру II, торжественно открытый 5 октября 1906 года в Екатеринбурге. Находился на Кафедральной площади (ныне — Площадь 1905 года), неподалёку от Богоявленского собора, первой городской гимназии, носившей имя императора и Гостиного двора. Разрушен в 1917 году.

## Описание памятника

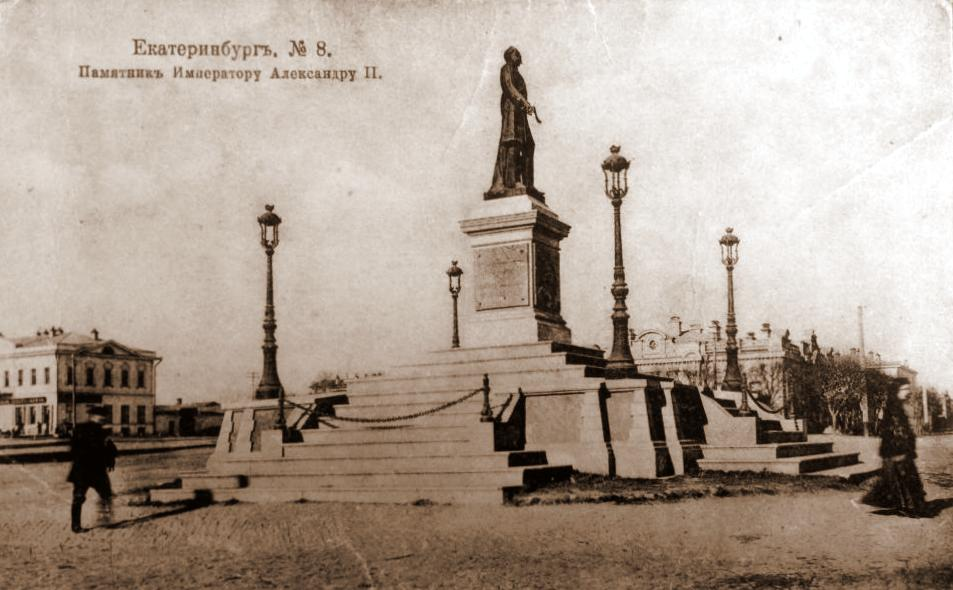
Памятник Александру II с южной стороны.

Памятник изображал императора Александра II в полный рост, в общегенеральской форме без шинели, лицом обращённого на восток. В его правой руке был свиток со словами «19 февраля 1861 года». На постаменте памятника, сделанного из уральского мрамора, была выбита надпись: «Царю Освободителю в память о 19 февраля 1861 года от городского общества и горнозаводских мастеровых. Осени себя крёстным знаменем, православный народ, и призови с нами Божие благословение на твой свободный труд».

## История памятника

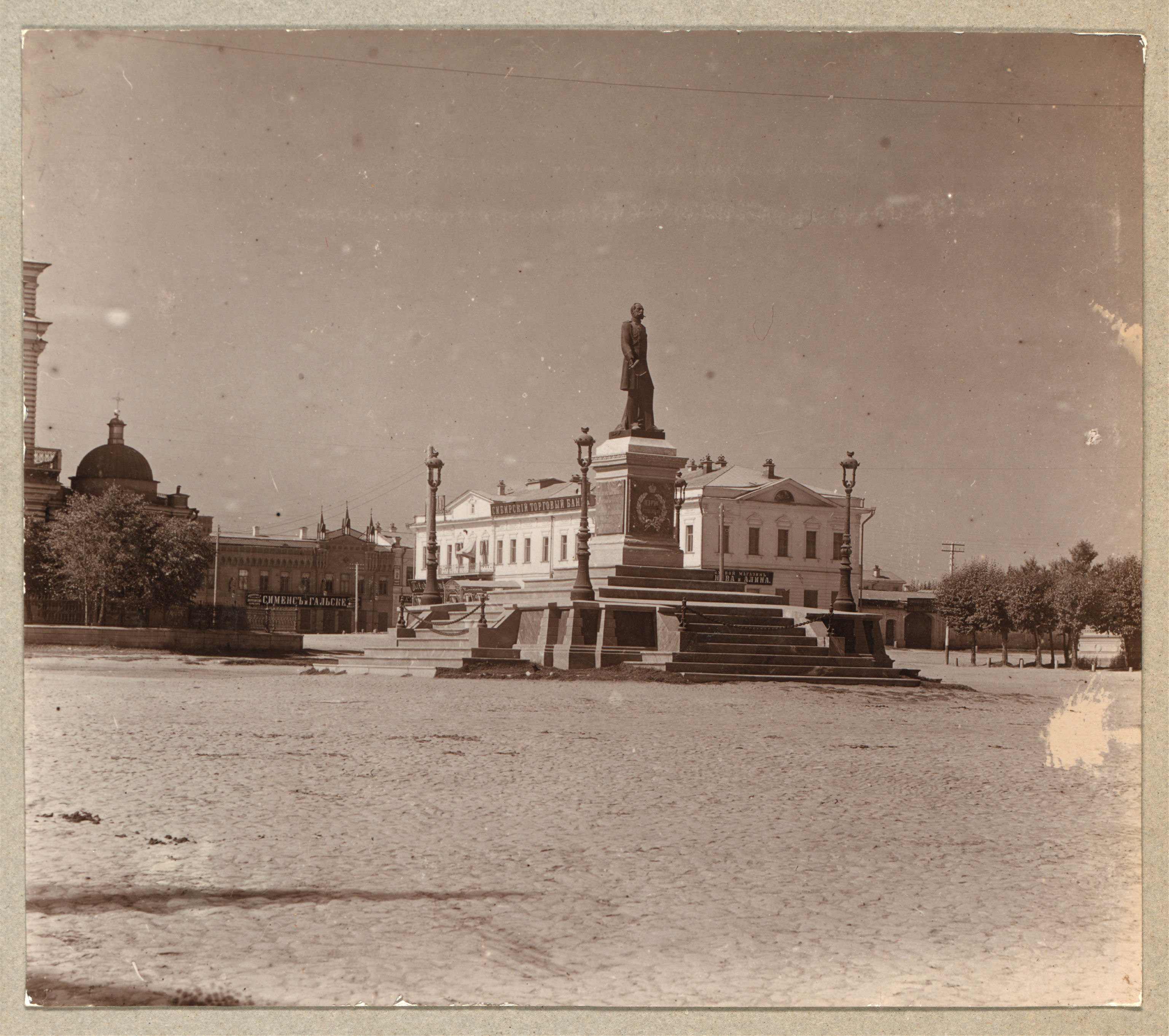
Памятник Александру II и Кафедральная площадь.

### Проект памятника
Идею увековечивания императора Александра II подал швейцар окружного суда, бывший крепостной Олимпий Клевакин. По его инициативе сбор средств на памятник начался в 1886 году. Первый проект был представлен на рассмотрение Екатеринбургской городской Думы весной 1887 года купцом А. П. Кожевниковым. Проект был утверждён губернским строительным комитетом. Сбор средств среди екатеринбургского купечества был продолжен купцом Е. А. Телегиным, и к концу года учреждённый думой специальный строительный комитет располагал суммой 2 тысячи рублей. Однако в силу различных причин работы по возведению памятника так и не начались.

### Возведение и открытие
Вариант Кожевникова был представлен для рассмотрения в Министерство внутренних дел после отставки в 1894 году Екатеринбургского городского головы Ильи Симанова. В министерстве проект нашли «несоответствующим высокому назначению» и потребовали переделать. Тогда городская Дума решила поставить точную копию уже существовавшего в России монумента. Выбор пал на работу скульптора М. П. Попова, автора памятника Александру II в Екатерининском зале Московского окружного суда. В 1900 году екатеринбуржцы выкупили у вдовы М. П. Попова право на повторную отливку. 5 октября 1906 года на Кафедральной площади после Божественной литургии состоялось торжественное открытие памятника. Чугунную скульптуру отлили на Каслинском заводе.

### Разрушение
После Февральской революции скульптура была снята с постамента и переплавлена. В мае 1918 года на постаменте была установлена статуя, похожая на американскую Статую Свободы. Однако долго она не простояла. 25 июля 1918 года в город вошли отряды Чехословацкого легиона и Белой армии, которые разобрали «статую свободы». После занятия города «красными» в июле 1919 года на постамент памятника водрузили скульптуру, изображавшую голову Карла Маркса, но в 1920 году её перенесли на Вознесенскую горку, а на постамент установили скульптуру, изображавшую абсолютно голого мужчину, под названием «Освобождённый человек» авторства Степана Эрьзи. В народе этот памятник был прозван «Ванька-голый» или «Голый человек». В 1926 году скульптуру сняли с постамента, распилили на куски и бросили в Городской пруд. В 1930 году был разрушен постамент памятника.